# Cahuachi

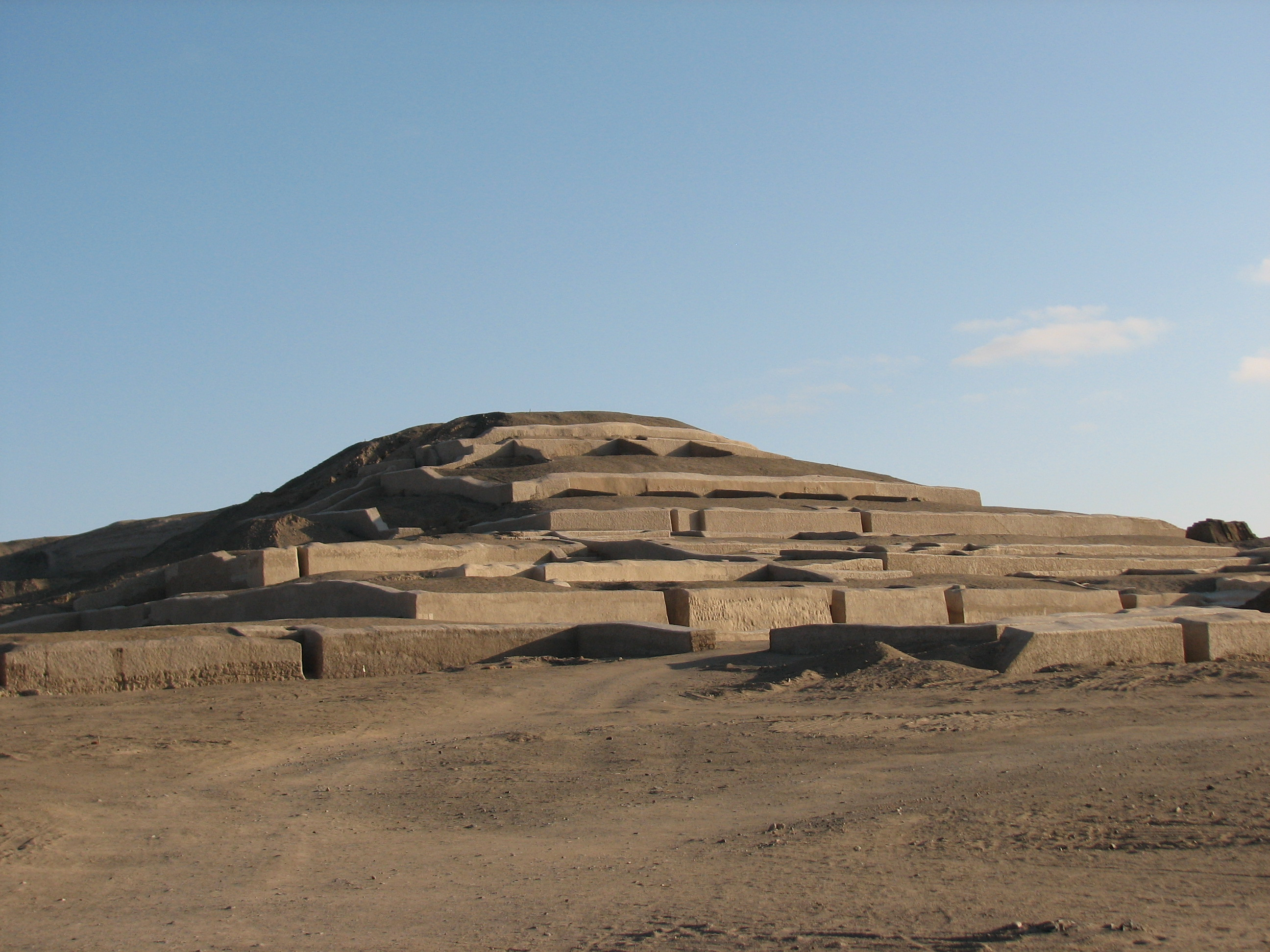
Widok na jedną z piramid w Cahuachi

Cahuachi – prekolumbijska osada położona na Płaskowyżu Nazca w Peru, najważniejszy i największy znany ośrodek kultury Nazca.
Zajmujące obszar 24 km² miasto zlokalizowane zostało nad rzeką Nazca, będącą jedynym źródłem wody w suchej i jałowej okolicy. Nie było zasiedlone na stałe, pełniąc rolę centrum ceremonialnego, do którego w trakcie świąt religijnych ściągali pielgrzymi. Otaczające Cahuachi mury o wysokości 40 cm nie miały charakteru obronnego, wyznaczając jedynie granice świętego okręgu. Na stanowisku znajduje się ponad 40 świątyń, usytuowanych wokół rozległych placów. Świątynie te stworzone zostały poprzez zaadaptowanie naturalnych wzgórz, na których wznoszono następnie budowle z cegły suszonej. Największa ze świątyń, tzw. Wielka Piramida, ma postać piramidy schodkowej o wysokości ok. 20 metrów.
W trakcie wykopalisk archeologicznych na terenie Cahuachi odkryto liczne pochówki i depozyty ofiarne, związane ze sprawowanym tu kultem. Jeden z pochówków, datowany na połowę IV wieku, zawierał 64 ciała lam, ceramikę, trzy ludzkie głowy-trofea i dwa pochówki ludzkie. Całość przykryta została warstwą gliny i zwieńczona rzeźbą przedstawiającą głowę ludzką.
Na przełomie V i VI wieku Cahuachi zostało porzucone, przypuszczalnie na skutek przemian politycznych związanych z odsunięciem od władzy dotychczasowej teokratycznej elity. Przed opuszczeniem miasto zostało celowo zasypane. 